# গ
Cette page contient des caractères spéciaux ou non latins. S’ils s’affichent mal (▯, ?, etc.), consultez la page d’aide Unicode.
গ, appelé gokar ou gô et transcrit g, est une consonne de l’alphasyllabaire bengali.

## Représentations informatiques
Ses caractères Unicode sont :
| formes | représentations | chaînes de caractères | points de code | descriptions                              |
| ------ | --------------- | --------------------- | -------------- | ----------------------------------------- |
| pleine | গ               | গ                     | U+0997         | lettre bengali ga                         |
| morte  | খ্               | গ◌্                    | U+0997 U+09CD  | lettre bengali ga, symbole bengali virama |